# Clyde Kluckhohn
Clyde Kluckhohn (Le Mars, 11 gennaio 1905 – Santa Fe, 28 luglio 1960) è stato un antropologo statunitense.

## Biografia
Iscrittosi nel 1922 all'Università di Princeton lasciò gli studi per motivi di salute trasferendosi nel Nuovo Messico. Venuto a contatto con la cultura navajo decise di indirizzarsi verso gli studi antropologici. Ripresi gli studi presso l'Università del Wisconsin, viaggiò in Europa, prima a Vienna dal 1931 al 1932, poi ad Oxford nel 1932. Ritornò negli Stati Uniti d'America dedicandosi all'insegnamento presso l'Università del Nuovo Messico dal 1932 al 1934. Nel '35 si trasferì all'Università di Harvard dove conseguì il dottorato, e qui rimase per tutta la vita fino alla morte. L'insegnamento si sovrappose a numerose ricerche empiriche sul campo presso le popolazioni indo-americane degli stati del sud, riprendendo le osservazioni sulla cultura navajo. Particolari furono gli studi sul significato cerimoniale del canto anche in collaborazione con Dorothea Leighton. Nel 1949 promosse un progetto comparativo di ricerca sui valori e sulle culture di cinque popoli indo-americani. 
L'importanza di Kluckhohn è data dal contributo metodologico e dall'apertura verso l'interdisciplinarità tra l'antropologia e le altre discipline sociali, quali: la Psicanalisi, la Psicologia sociale e la Sociologia. In collaborazione con Henry Murray curò un'ampia antologia di saggi sul concetto di personalità. In collaborazione con Talcott Parsons tra il 1949 ed il '50 si occupò della formulazione dei quadri teorici della teoria generale dell'azione, ma il suo vero capolavoro fu la scrittura di Mirror for Man che ancora oggi rappresenta un esempio di implicazioni metologiche e del compito dell'antropologia. Scritto in carattere divulgativo è stato un testo che ha aperto la possibilità di reinterpretare le scienze sociali in ambiti economici. Con Alfred Kroeber collaborò alla definizione del "concetto di cultura" dedicandosi soprattutto al problema dei valori in ambito sociale e del rapporto tra antropologia e relativismo. 
Clyde Kluckhohn partecipò alla fondazione del Dipartimento di Relazioni sociali, dirigendo poi dal 1947 al 1954 il Centro di ricerche sulla Russia.

## Opere
- To the foot of the rainbow. 1927
- Beyond the rainbow. 1933
- Navaho Witchcraft. 1944
- The Navajo. 1946. In collaborazione con Dorothea Leighton
- Children of the people: the Navaho individual and his Development. 1947. In collaborazione con Dorothea Leighton
- Personality in Nature, Society and Culture. 1948. In collaborazione con Henry Murray
- Mirror for man - Lo specchio dell'uomo. 1949. Garzanti. 1979
- Culture: a critical Review of concept and definitions. 1952. In collaborazione con Alfred Kroeber